# Thosea
Thosea is een geslacht van vlinders van de familie slakrupsvlinders (Limacodidae), uit de onderfamilie Limacodinae.

## Soorten
- T. albiviata Hampson, 1910
- T. aperiens (Walker, 1865)
- T. arizana Wileman, 1916
- T. asigna Van Eecke, 1929
- T. barikoti Daniel, 1965
- T. bhaga Swinhoe, 1901
- T. bicolor Shiraki, 1913
- T. biguttata (Walker, 1862)
- T. bipartita Hering, 1933
- T. bisura (Moore, 1859)
- T. bisuroides Hering, 1931
- T. caliginosa Hering, 1931
- T. cana (Walker, 1865)
- T. cataractae West, 1937
- T. catori Bethune-Baker, 1908
- T. cervina Moore, 1877
- T. conicosma West, 1937
- T. conspersa (Butler, 1880)
- T. cotesi Swinhoe, 1893
- T. cruda (Walker, 1862)
- T. curvinervis Hering, 1931
- T. curvistriga Hering, 1931
- T. chrysoparala Tams, 1930
- T. discipunctata Hering, 1931
- T. duplexa Moore, 1883
- T. erectistriga Hering, 1931
- T. ferreogrisea (Hampson, 1910)
- T. flavina Hering, 1931
- T. fluxa Snellen, 1900
- T. grandis Hering, 1931
- T. imitabilis Hering, 1931
- T. interrupta Hering, 1931
- T. irrorata West, 1932
- T. jasea Swinhoe, 1899
- T. kinabalua Holloway, 1976

- T. lateritia Hering, 1931
- T. lipara West, 1937
- T. loesa (Moore, 1859)
- T. lutea Heylaerts, 1890
- T. magna Hering, 1931
- T. mediostriga Hering, 1933
- T. minima Semper, 1902
- T. mixta Snellen, 1900
- T. moluccana Roepke, 1935
- T. monoloncha (Meyrick, 1889)
- T. nitobeana Matsumura, 1931
- T. obliquistriga Hering, 1931
- T. penthima Turner, 1902
- T. perseis Fawcett, 1918
- T. phaeobasis Hering, 1935
- T. platti West, 1937
- T. plethoneura Hering, 1933
- T. plumbea Hering, 1931
- T. porthetes Tams, 1930
- T. rara Swinhoe, 1889
- T. recta Hampson, 1893
- T. rufa Wileman, 1915
- T. rufimacula Joicey & Talbot, 1921
- T. separata Hering, 1931
- T. sericea (Butler, 1881)
- T. serrata Hering, 1928
- T. sinensis (Walker, 1855)
- T. sythoffi Snellen, 1900
- T. threnopis Turner, 1931
- T. toxozona Tams, 1929
- T. transversata (Walker, 1865)
- T. tripartita (Moore, 1884)
- T. undosa Fawcett, 1918
- T. unifascia Walker, 1855
- T. vetusta (Swinhoe, 1892)